# Elierce Barbosa de Souza
Elierce Barbosa de Souza, genannt Souza, (* 8. März 1988 in Posse) ist ein brasilianischer Fußballspieler.

## Karriere
Der Start seiner Karriere stand unter keinem guten Stern. Nach seiner Verpflichtung als Profispieler wurde er sofort an unterklassige Vereine im Federal District ausgeliehen. Hier wurde er nicht nur schlecht bezahlt, sondern lernte auch den Hunger kennen, so musste er z. B. manchmal morgens ohne Frühstück zum Training gehen. Er ging daraufhin zurück in seine Heimatstadt um als Bauarbeiter sein Geld zu verdienen. Sein Stammverein holte ihn dann aber doch noch wieder zurück.
Nach zwei Spielzeiten in der ersten Mannschaft des SE Palmeiras 2008 und 2009, ging es wieder auf Wanderschaft. 2013 kam er, im Tausch mit dem Spieler Ananias, zum Cruzeiro EC. Dieser kaufte den Spieler dann auch Anfang des Jahres 2014, der ein wichtiger Spieler beim Gewinn der brasilianischen Meisterschaft 2013 war.
Für die Saison 2016 wurde Souza nach Japan an Cerezo Osaka ausgeliehen. Sein erstes Spiel in der zweiten japanischen Liga bestritt Souza am 28. Februar 2016 gegen FC Machida Zelvia. Sein erstes Tor in dem Wettbewerb gelang ihm am 3. April 2016 im Spiel gegen JEF United Ichihara Chiba.
Im Dezember 2016 wurde bekannt, dass der japanische Klub Souza vollständig übernimmt. Für die Anteile an dem Spieler soll Cruzeiro eine Ablöse in Höhe von einer Million US-Dollar erhalten haben. 2017 konnte Souza mit dem Klub den J. League Cup und den Kaiserpokal gewinnen. Nach drei Spielzeiten verließ Souza Japan. Seine Reise ging weiter nach Saudi-Arabien. Hier unterzeichnete er einen Vertrag bei al-Ettifaq bis Mai 2021.
Im Januar 2022 wechselte Souza zum Khor Fakkan Club in die VAE. Bereits nach Beendigung der Saison 2021/22 kehrte der Spieler in seine Heimat zurück, wo er zum zweiten Mal nach 2012 einen Vertrag mit Náutico Capibaribe abschloss. Der Kontrakt erhielt eine Laufzeit bis Jahresende 2023. Letztmalig kam er am 19. Spieltag der Série C für den Klub zum Einsatz, danach wurde er bis Saisonende im November an AA Ponte Preta in die Série B 2023 ausgeliehen. Zum Saisonstart 2024 unterzeichnete er dann bei América FC (RN).

## Erfolge
Palmeiras
- Troféu Gustavo Lacerda Beltrame: 2010

Cruzeiro
- Campeonato Brasileiro de Futebol: 2013
- Troféu Osmar Santos: 2013
- Staatsmeisterschaft von Minas Gerais: 2014

Bahia
- Staatsmeisterschaft von Bahia: 2015

Osaka
- J. League Cup: 2017
- Kaiserpokal: 2017

Auszeichnungen
- Auswahlspieler der Staatsmeisterschaft von Pernambuco: 2012